# (266) Aline
Aline és l'asteroide número 266. Va ser descobert per l'astrònom Johann Palisa des de l'observatori de Viena (Àustria), el 17 de maig de 1887.